# José Botella Llusiá
José Botella Llusiá, (Madrid, 18 de març de 1912 - Toledo, 5 d'octubre de 2002) va ser un investigador i metge espanyol especialitzat en ginecologia i obstetrícia.

## Biografia
Va realitzar la carrera de medicina en la Universitat Central de Madrid, llicenciant-se el 1934. Va ser deixeble de Gregorio Marañón. Va seguir els seus estudis en Alemanya i Àustria, posteriorment va obtenir la seva primera càtedra de obstetrícia i ginecologia en Saragossa (1944) i anys més tard la de Madrid (1947). El 1950 va ser nomenat membre de nombre de la Reial Acadèmia de Medicina i el 1956 vocal del Consell Superior de Recerques Científiques (CSIC). Entre 1968 i 1972 va ser rector de la Universitat Complutense de Madrid, càrrec del que va dimitir. Va ser fundador i primer president de la Societat Espanyola de Fertilitat (SEF).
El 1980 va ser nomenat membre d'honor de la Societat Alemanya de Ginecologia i vocal de l'Acadèmia de Medicina de França. En aquesta època va rebre dures crítiques per part de les feministes espanyoles per declarar-se antiavortamentista.
Ha estat President de la Reial Acadèmia de Medicina, de la qual va ser també President d'Honor des de 1994, i Acadèmic Corresponent de diverses de Districte.
El 1999 va rebre el Premi Gregorio Marañón de recerca mèdica.
Entre les seves distincions destaquen la gran creu de l'Orde d'Alfons X el Savi, la[gran creu de l'Orde d'Isabel la Catòlica, la Legió d'Honor de França i el nomenament com a doctor honoris causa per la Universitat de Rosario en Argentina.
Més de sis-centes publicacions en revistes científiques, espanyoles i estrangeres. Dotze llibres publicats, dos d'ells traduïts a l'anglès. Va dirigir més de cent tesis doctorals. D'entre els seus llibres publicats sobresurten, Endocrinología de la mujer (1942), Tratado de ginecología (1946), Esquema de la vida de la mujer (1976) i la Edad crítica, climaterio y menopausia (1990), entre altres obres.
Era oncle segon d'Ana Botella, esposa de José María Aznar i alcaldessa de Madrid pel Partit Popular.

## Obres
- José Botella Llusiá,. Suprarrenales y Función Sexual. 1ª.  Madrid: Ediciones Morata, 1946.
- José Botella Llusiá, José A. Clavero Núñez. Tratado de ginecología. 14ª.  Ediciones Díaz de Santos, 1993. ISBN 9788479780920.
- José Botella Llusiá, Antonio Fernández de Molina. La evolución de la sexualidad y los estados intersexuales.  Ediciones Díaz de Santos, 1998. ISBN 9788479783266.
- José Botella Llusiá. Esterilidad e infertilidad humanas: recientes avances.  Ediciones Díaz de Santos, 1999. ISBN 9788479783945.
- José Botella Llusiá, J. A. F. Tresguerres. Hormonas, instintos y emociones.  Editorial Complutense, 1996. ISBN 9788489365735.
- José Botella Llusiá. La placenta: fisiología y patología.  Ediciones Díaz de Santos, 1992. ISBN 9788479780654.
- José Botella Llusiá. El útero: fisiología y patología.  Ediciones Díaz de Santos, 2005. ISBN 9788479783006.
- José Botella Llusiá, Antonio Fernández de Molina, Pedro Laín Entralgo. Marañón en Toledo.  Universidad de Castilla La Mancha, 1999. ISBN 9788489958753.